# Нано (футболіст, 1982)
Фернандо Маседо да Сільва (ісп. Fernando Macedo da Silva, нар. 20 квітня 1982, Ла-Корунья), відомий як Нано (ісп. Nano — іспанський галісійський футболіст, що грав на позиції півзахисника.
Виступав, зокрема, за клуби «Барселона» та «Атлетіко», а також молодіжну збірну Іспанії.

## Клубна кар'єра
У дорослому футболі дебютував 1999 року виступами за команду «Барселона Б», у якій провів чотири сезони, взявши участь у 111 матчах чемпіонату. 
Своєю грою за цю команду привернув увагу представників тренерського штабу клубу «Барселона», до складу якого приєднався 1999 року. Відіграв за каталонський клуб наступні чотири сезони своєї ігрової кар'єри.
У 2003 році уклав контракт з клубом «Атлетіко», у складі якого провів наступні два роки своєї кар'єри гравця, після чого недовго виступав в оренді за «Хетафе». 
Згодом з 2006 по 2014 рік грав у складі команд «Кадіс», «Расінг», «Нумансія», «Осасуна» та «Алавес».
Завершив ігрову кар'єру у команді «Расінг», у складі якої вже виступав раніше. Повернувся до неї 2014 року, захищав її кольори до припинення виступів на професійному рівні у 2018 році.

## Виступи за збірні
У 1998 році дебютував у складі юнацької збірної Іспанії (U-16), загалом на юнацькому рівні взяв участь у 24 іграх, відзначившись 6 забитими голами.
Протягом 2000–2003 років залучався до складу молодіжної збірної Іспанії. На молодіжному рівні зіграв у 2 офіційних матчах.
У 2005–2008 роках Нано провів чотири товариські матчі за збірну Галісії проти збірних Уругваю, Еквадору, Камеруну та Ірану.

## Досягнення
- Чемпіон Європи (U-16): 1999